# Tricholoma viridifucatum
Tricholoma viridifucatum är en svampart som beskrevs av Bon 1976. Tricholoma viridifucatum ingår i släktet musseroner och familjen Tricholomataceae.   Inga underarter finns listade i Catalogue of Life.